# Franz Reisch

Franz Reisch, 1903

Franz Reisch (* 17. Oktober 1863 in Kufstein; † 6. Jänner 1920 in Kitzbühel) war ein österreichischer Kaufmann, Kommunalpolitiker, Tourismusförderer und Skipionier.

## Leben
Franz Anton Reisch war Sohn des Lebzelter- und Wachsziehermeisters Josef Anton Reisch (* 18. Dezember 1822; † 28. September 1872), der auch Bürgermeister von Kufstein war. Seine Mutter war Anna Reisch (* 18. Jänner 1831; † 12. Februar 1910) geborene Lechleitner. Josef Anton und Anna hatten 11 Kinder (5 Söhne, 6 Töchter), Franz Anton war das 7. Kind dieser Beziehung und verbrachte seine Kindheit bei der Familie in Kufstein. Nach dem frühen Tod des Vaters durch einen Eisenbahnunfall übernahm die verwitwete Mutter das Unternehmen.
Franz Reisch besuchte folglich die Bürgerschule in Salzburg als Vorzugsschüler. Seine berufliche Ausbildung begann er mit einer Drogerielehre in Salzburg sowie der Kaufmannslehre (1880 Fa. Salfeldt & Stein, Tabakfabrik in Neuhausen an der Lahn). Berufliche Erfahrungen sammelte er als Comptoir im eigenen Kufsteiner Betrieb sowie als Magazinvolontär (1883 bei Friedrich Max Haakh) in Heilbronn sowie als Detaillist (1884 bei Josef Anton Zezi) in Salzburg.
Von Oktober 1886 bis September 1887 rückte Reisch als Einjährig-Freiwilliger zum Tiroler Landschützenregiment in Schwaz (Rekrut, 2 Monate) und Innsbruck (Aspirantenkurs 10 Monate) ein und beendete diese Dienstzeit als Leutnant der Reserve.
Ab Mai 1888 sammelte Reisch Erfahrungen als Reisender für die Firma S. Singer (Wien), ab 1890 arbeitete er als Magazineur und Reisender für Baden und Württemberg erneut bei der Firma F. M. Haakh in der Tabak- und Zigarrenbranche.
Im November 1890 kam Franz Reisch auf Bestimmung durch die Mutter Anna nach Kitzbühel zu seinem kranken jüngeren Bruder. Nach dem Tod des kinderlosen und unverheirateten Bruders Rudolf Nikolaus (gest. 7. Dezember 1890 an Tuberkulose) übernahm er am 2. Februar 1891 die Leitung der Lebzelterei und Wachszieherei in Kitzbühel, eines Filialbetriebs der Familie Reisch, mit angeschlossener Konditorei- und Kaffeegeschäft, und wurde in Kitzbühel sesshaft.
1896 erfolgte die Heirat mit Maria, geb. Tscholl, dieser Ehe entsprangen sieben Kinder (Hedwig, Ernst, Margarethe, Hermann, Rudolf, Walter und Guido).

## Politische und Touristische Aktivitäten
Als begeisterter Kletterer und Wanderer mit der Kitzbüheler Bergwelt eng verbunden war er bestrebt, diese Bergwelt für Städter und Flachlandbewohner zu erschließen. Reisch machte das Kitzbüheler Beherbergungsgewerbe mit den internationalen Gebräuchen und Ansprüchen vertraut und entfaltete für Kitzbühel eine intensive Werbetätigkeit unter seinen vielen internationalen Freunden. Dies wird dokumentiert unter anderem:
Im Winter 1897/98 tauchten die ersten fremden Skiläufer auf. Nach dem Kauf der Kagringalm 1896 (heute Alpenhaus) errichtete Reisch das Gipfelhaus am Kitzbüheler Horn, für dessen Bau er bis zu dreimal am Tag im Sommer 1898 den Gipfel bestieg. Mit der Jahrhundertwende kamen weitere Skigäste im Winter nach Kitzbühel. Franz Reisch initiierte und förderte die Errichtung des Grand Hotel im Jahr 1902 wie auch ein Bad am Schwarzsee zur weiteren Förderung der Ausgestaltung Kitzbühels als Sommerfrische. 1902 fand nach Anregung Franz Reischs im Winter ein erster Militärischer Skikurs unter der Leitung von Oberleutnant Georg Bilgeri in Kitzbühel statt, weitere folgten. Franz Reisch wandte sich auch an den Forscher Willy Rickmer Rickmers, einen Fremdenverkehrsexperten, und konnte diesen als Skilehrer in Kitzbühel gewinnen (1905/06), in späterer Folge auch den Norweger Chappel Jacobsen als ersten norwegischen Skilehrer in Kitzbühel (1909/10). 1904 erwarb er das Hinterbräu (Gastwirtschaft, Brauerei, Landwirtschaft), 1910 errichtete er als eigenen Betrieb das Sporthotel Reisch, das 1912 eröffnet wurde.
Reisch baute den Hornweg auf das Kitzbüheler Horn aus (1900) und durch ihn wurde in Kitzbühel auch begonnen Curling und Eishockey zu spielen. Er initiierte auch den Rodel- und Bobsport durch den Bau einer eigenen Bahn (1908).
Er erkannte die besonderen klimatischen Vorzüge von Kitzbühel und bewarb diese zusammen mit dem ersten Skiführer Kitzbühels mit dem Titel „Schitouren um Kitzbühel“, der 1908 von Franz Reisch geschrieben und herausgegeben und von Josef Herold mit 19 Fotos illustriert wurde.
Als Politiker brachte sich Franz Reisch von 1892 bis 1903 als Gemeinderat ein, von 1903 bis 1913 leitete er als Bürgermeister von Kitzbühel die Geschicke der Stadt. Weiters war er Mitglied in zahlreichen Vereinigungen, wie Obmann der Bergrettung, des Verschönerungsvereins sowie des Turnvereins.

## Reisen
Reisch unternahm weite Reisen in Europa, in den Orient und nach Übersee. Eine Auswahl:
- 1886 St. Moritz, Schweiz. Kuraufenthalt von Juni bis September wegen anhaltender schwerer Migräne, die ihn ein Leben lang begleitete. Damit verbunden waren Wandertouren in der Schweiz und Italien.
- 1893 USA-Reise zur Weltausstellung in Chicago im Juni, weiters Besuch der US-Städte Philadelphia, New York, Washington, Pittsburgh.
- 1894 Nahost-Reise (Triest – Korfu – Beirut – Damaskus – Jaffa – Jerusalem – Bethlehem – Alexandria – Kairo – Memphis – Athen – Korinth – Triest – Venedig – Mailand – Gardasee).
- 1895 Nordlandfahrt (Leipzig – Hamburg – norwegische Fjorde – Lofoten – Nordkap – Spitzbergen – Hamburg – Berlin – Dresden – Prag).

## Skipionier
1892 kaufte Reisch sich ein Paar Schneeschuhe in Norwegen (Skier, 2,30 m Länge), angeregt durch das Buch „Auf Schneeschuhen durch Grönland“ von Fridtjof Nansen, und wurde in der Folge zum Skipionier, der an der Verbreitung des Skisports und am Aufstieg Kitzbühels zum weltberühmten Wintersportort maßgeblichen Anteil hatte. Nach anfänglichem alleinigen Üben auf der Hinterbräuleitn (heute Rasmusleitn) am Fuße des Hahnenkamms ab Jänner 1893 unternahm Reisch am 15. März 1893 eine historische Winterbesteigung des Kitzbüheler Horns (780–2.000 m Höhe) auf Ski und publizierte diese in der Zeitschrift „Der Schneeschuh“ (I. Jahrgang, München, 1. November 1893). Am 1. August 1897 hatte Reisch das Kitzbüheler Horn zum 100. Mal bestiegen.
Nach einer größeren Sendung von Skiern aus Norwegen gab es im Winter 1895 die ersten kleinen Rennen. Ab 1902 war Reisch Obmann der von ihm gegründeten Wintersportvereinigung Kitzbühel (Gründungsversammlung 21. Dezember 1902 im Gasthaus „Schwarzer Adler“ – heute „Hotel Tyrol“). Bei dieser Versammlung wurde der Beschluss gefasst, 30 Paar Skier für die heimische Jugend anfertigen zu lassen und kostenlos zu verteilen. Franz Reisch unternahm es noch im selben Winter 1902/03, die von ihm genannten „Buben“ auch täglich persönlich zu unterrichten. Ein erster Wettlauf dieser Skijugend fand statt.
1904 wurde am Schattberg die erste größere Sprungschanze unter Anleitung von Franz Reisch gebaut, nach Vorbild des damals bereits berühmten Holmenkollen in Norwegen (Christiania, heute Oslo).
Die Kitzbüheler Wintersportvereinigung konnte durch Betreiben von Reisch am 15. Oktober 1905 in einen Verein umgewandelt werden. Am 5. November 1905 vertrat Reisch seinen Verein bei der Gründungsversammlung des Deutschen sowie Mitteleuropäischen Skiverbandes, nahm auch an der Gründungsversammlung des Österreichischen Skiverbandes am 22. November 1905, ebenfalls in München, teil und wurde in den Beirat des Hauptvorstandes berufen. Auf Vermittlung und Initiative von Franz Reisch fanden 1905 (14. bis 16. Jänner) die ersten Tiroler Ski-Meisterschaften in Form eines Wintersportfestes und 1907 (5. bis 7. Jänner) die ersten Österreichischen Ski-Meisterschaften in Kitzbühel statt. Am 17. Februar 1908 fanden die Skimeisterschaften des Skiclub of Great Britain in Kitzbühel statt, ebenfalls auf vorausgehende Anregung von Franz Reisch. Zur Austragung gelangte ein kombiniertes Kurven- und Schnelligkeitsrennen, bei dem Elemente der später entwickelten Alpinen Kombination bzw. der „Downhill-Only“-Rennen vorweggenommen wurden. Am 25. Jänner 1913 vertrat Franz Reisch Kitzbühel bei der Gründung des Tiroler Landes-Skiverbandes in Innsbruck, bei dem Kitzbühel das uneingeschränkte Recht eingeräumt und verbrieft wurde, alljährlich einen „allgemeinen“ (internationalen) Wettlauf abzuhalten. Es folgten viele nationale und Internationale Sport-Großereignisse, das Internationale Hahnenkamm-Rennen ist seit 1931 das davon wohl berühmteste.
Am 6. Jänner 1920 verstarb Reisch am Ende einer gemeinsamen Skitour mit seinen Söhnen Hermann, Rudolf und Walter sowie deren Freund und späterem Tibetforscher Peter Aufschnaiter oberhalb der Schattbergschanze mit 56 Jahren an Herzversagen.

## Ehrungen
- 1930 Ehrenmitglied des Kitzbüheler Ski Club
- 1959 Bronzerelief. Anlässlich des 20. Jubiläums-Hahnenkammrennens stiftete der Kitzbüheler Ski Club ein Bronzerelief, ein Werk des Innsbrucker Bildhauers Franz Roilo, das an der Außenmauer des Rathauses von Kitzbühel angebracht und am 17. Jänner 1959 feierlich enthüllt wurde.
- 2013 Der Kitzbüheler Ski Club errichtet eine Gedenktafel an der neu renovierten Schattbergschanze zur Erinnerung an den Unglücksort des Sterbetages von Franz Reisch am 6. Jänner 1920.